# Bauhinia pansamalana
Bauhinia pansamalana är en ärtväxtart som beskrevs av John Donnell Smith. Bauhinia pansamalana ingår i släktet Bauhinia och familjen ärtväxter. Inga underarter finns listade i Catalogue of Life.